# Holotrichia assamensis
Holotrichia assamensis är en skalbaggsart som beskrevs av Brenske 1896. Holotrichia assamensis ingår i släktet Holotrichia och familjen Melolonthidae. Inga underarter finns listade i Catalogue of Life.